# Ladomirov
Ladomirov (em húngaro: Ladomér) é um município da Eslováquia, situado no distrito de Snina, na região de Prešov. Tem 15,25 km² de área e sua população em 2018 foi estimada em 260 habitantes.

## Demografia
| Ano:        | 1994 | 2004   | 2014    | 2024    |
| ----------- | ---- | ------ | ------- | ------- |
| Broj ljudi: | 382  | 353    | 290     | 251     |
| Razlika:    |      | -7,59% | -17,84% | -13,44% |

| Ano:               | 2023 | 2024   |
| ------------------ | ---- | ------ |
| Número de pessoas: | 256  | 251    |
| Diferença:         |      | -1,95% |